# 페이팔 마피아
페이팔 마피아(PayPal Mafia)는 실리콘 밸리에 테슬라 (기업), 링크드인, 팔란티어 테크놀로지스, 스페이스X, 어펌, 슬라이드, 키바 (단체), 유튜브, 옐프, 야머와 같은 추가 기술 회사를 설립 및 개발한 전 페이팔 직원 및 창립자 그룹이다. 대부분의 구성원은 학업 중 어느 시점에서 스탠퍼드 대학교 또는 일리노이 대학교 어배너-섐페인에 다녔다.

## 역사
원래 페이팔은 컨피니티(Confinity)라는 회사가 제공한 송금 서비스였으며, 1999년에 X.com과 합병되었다. 나중에 X.com은 페이팔로 이름이 바뀌었고 2002년에 이베이에 인수되었다. 원래 페이팔 직원은 이베이의 보다 전통적인 기업 문화에 적응하는 데 어려움을 겪었고 4년 이내에 처음 50명의 직원 중 12명을 제외한 모든 직원이 회사를 떠났다. 그들은 사회적 및 사업적 지인으로 계속 연결되었고, 그들 중 다수는 이후 몇 년 동안 새로운 회사와 벤처 기업을 설립하기 위해 함께 일했다. 이 페이팔 동문 그룹은 너무 유명해져서 페이팔 마피아라는 용어가 생겨났다. 이 용어는 2007년 포춘 (잡지)지 기사에서 이 문구를 제목에 사용하고 갱스터 복장을 한 전 페이팔 직원의 사진을 실으면서 더욱 널리 알려졌다.

## 같이 보기
- 기술 자유지상주의
- 8인의 배신자